# Herbert Koch (Manager)
Herbert Koch (* 8. November 1941 in Klagenfurt, Kärnten) ist ein österreichischer Manager. 

## Leben
Herbert Koch besuchte in Klagenfurt die Volksschule und das Gymnasium, bis er nach seiner Matura auf die Hochschule für Welthandel nach Wien ging. 1963 machte er sein Diplom und drei Jahre später promovierte er zum Doktor der Handelswissenschaften.
Nach einem Jahr Präsenzdienst, trat Koch 1967 in die Geschäftsleitung der Möbelhandelskette Rudolf Leiner GmbH ein und wurde 1973 deren Geschäftsführer. Im gleichen Jahr gründete er unter dem Dach der Leiner-Gruppe mit der kika GmbH eine zweite Kette, die sich auf Möbel zur Selbstabholung spezialisierte. Unter seiner Führung stieg das Unternehmen zum führenden Anbieter für Heimmöbel-Einrichtungen in Österreich auf und expandierte auch in die Nachbarländer Ungarn und Tschechien. 
Herbert Koch ist der Schwiegersohn des verstorbenen Firmeninhabers Rudolf Leiner. Anfang 2009 übergab er die Geschäftsführung an seine Nachfolger und ging in den Ruhestand.

## Auszeichnungen
- 1992: Großes Silbernes Ehrenzeichen für Verdienste um die Republik Österreich
- 2001: WU-Manager des Jahres[2]
- 2007: Silbernes Komturkreuz des Ehrenzeichens für Verdienste um das Bundesland Niederösterreich